# Engelhart
A Engelhart Commodities Trading Partners (ECTP) ou Engelhart CTP é uma trading de commodities fundada em 2013 pelo Grupo BTG Pactual, com sede em Londres. Possui abrangência internacional e está presente em cinco países. Era conhecida como BTG commodities e passou a usar a marca ECTP em 2016, após a cisão com o banco.

## História
O Grupo BTG Pactual, em 2013, na expectativa de expansão fundou a BTG commodities, oferecendo serviços de cobertura, crédito e operações, limitando suas posses de commodities físicas. O banco fez um movimento contrário ao que os maiores bancos de Wall Street estava adotando, que era de retirada do mercado de commodities. A iniciativa do BTG buscava aumentar participação de mercado deixada pela redução da presença de outros bancos, bem como estabelecer uma plataforma física de comercialização de podutos que fosse global e diversificada. Assim, fundou então a BTG Commodities que viria a se chamar Engelhart posteriormente. A trading iniciou no mercado de commodities sob o comando de Ricardo Leiman, ex-presidente do Noble Group.
Em 2015, a empresa transportou e negociou cerca de 15 milhões de toneladas de commodities agrícolas. Em 2016, o BTG Pactual anunciou a segregação das atividades de trading de commodities colocando a operação sob a única empresa Engelhart Commodities Trading Partners (ECTP), com sede em Luxemburgo e um ativo inicial de cerca de US$ 5,7 bilhões e patrimônio líquido de aproximadamente US$ 1,6 bilhão.
A Engelhart não detém diretamente minas, usinas, fazendas, armazéns ou navios, a empresa atua em trading financeiro, comércio físico e restituição de crédito. Em relação a armazenamento, em 2016, a plataforma tinha capacidade de abrigar cerca de 1,3 milhão de toneladas em locais como Roterdã e Detroit Com a cisão do BTG, a trading manteve o modelo de sociedade "partnership", em que os executivos do banco também são seus sócios.
A empresa cresceu rapidamente, chegando a abrigar 825 funcionários em 18 países diferentes. Em julho de 2023, o BTG Pactual estruturou uma operação de emissão de Certificado de Recebíveis do Agronegócio (CRA), destinada à Engelhart e considerada o maior volume do mercado brasileiro, no valor de R$3,5 bilhões em títulos emitidos. Os recursos foram captados visando ao reembolso de despesas da empresa com a compra de insumos e produtos agrícolas como soja e milho de produtores rurais ou cooperativas.